# Gliese 667 Cc
Gliese 667 Cc,, (également connue sous la dénomination GJ 667Cc ou HR 6426Cc) est une planète extrasolaire (exoplanète) confirmée de type super-Terre, en orbite autour de l'étoile Gliese 667 C, une naine rouge qui est elle-même un membre du système de trois étoiles Gliese 667 situé à une distance d'environ 22,7 années-lumière, dans la constellation zodiacale du Scorpion.

## Caractéristiques
La masse minimale estimée de Gliese 667 Cc est d'environ deux fois celle de la Terre et pourrait s'étendre au maximum jusqu'à cinq masses terrestres.
Cette planète a été découverte par la méthode des vitesses radiales, avec l'instrument HARPS de l'Observatoire européen austral (ESO).
Sept planètes accompagnent l'étoile Gliese 667 C et trois d'entre elles, dont Gliese 667 Cc, se trouvent dans la zone habitable.
Gliese 667 Cc se situe dans la bordure interne de cette même zone habitable. Avec un demi grand-axe de seulement 0,125 UA, une année sur Gliese 667 Cc dure à peine 28,140 jours. Son indice de similarité avec la Terre est estimé à 0,84.
Selon la luminosité bolométrique de son étoile, Gliese 667 Cc reçoit l'équivalent d'environ 90 % de la lumière reçue par la Terre ; néanmoins, la majeure partie de ce rayonnement électromagnétique se trouve dans la zone infrarouge du spectre lumineux. Selon un calcul de température basé sur le modèle du corps noir, Gliese 667 Cc devrait absorber une plus grande partie du rayonnement électromagnétique global de son étoile, ce qui la rendrait plus chaude – 277,4 K (4,25 °C) – et la placerait légèrement plus près de la limite « chaude » de la zone habitable que ne l'est la Terre avec ses 254,3 K (−18,85 °C).